# Vùng văn hóa tiếng Anh
Vùng văn hóa tiếng Anh (tiếng Anh: Anglosphere) là thuật ngữ mới dùng để chỉ các quốc gia mà tiếng Anh là ngôn ngữ thông dụng nhất. Đặc biệt, thuật ngữ này còn dùng để chỉ các nước có đặc trưng văn hóa nào đó dựa trên một di sản ngôn ngữ, thường các nước này từng là thuộc địa của Anh. Cụ thể, các nước này gồm Vương quốc Liên hiệp Anh và Bắc Ireland, Úc, Canada (trừ Québec), New Zealand, Cộng hòa Ireland và Hoa Kỳ

## Định nghĩa
Cuốn Từ điển Oxford rút gọn định nghĩa "văn hóa quyển tiếng Anh" (Anglosphere) là "một nhóm các nước mà tiếng Anh là ngôn ngữ bản địa chính". Còn theo Từ điển Webster thì đó là "các nước trên thế giới mà các giá trị văn hóa và ngôn ngữ của Anh chiếm ưu thế".

## Đề nghị
Doanh nhân người Mỹ James C. Bennett - một người ủng hộ ý tưởng rằng có một cái gì đó đặc biệt về truyền thống văn hóa và pháp luật của các quốc gia nói tiếng Anh - đã viết trong cuốn sách được xuất bản năm 2004 The Anglosphere Challenge:
The Anglosphere, as a network civilization without a corresponding political form, has necessarily imprecise boundaries. Geographically, the densest nodes of the Anglosphere are found in the United States and the United Kingdom. English-speaking Canada, Australia, New Zealand, Ireland, and English-speaking South Africa (who constitute a very small minority in that country) are also significant populations. The English-speaking Caribbean, English-speaking Oceania, and the English-speaking educated populations in Africa and India constitute other important nodes.— James C. Bennett.

Văn hóa quyển tiếng Anh là một mạng lưới các nền văn minh kết nối với nhau mà không cần một hình thức chính trị tương ứng, tất nhiên không có ranh giới rõ ràng. Về mặt địa lý, các điểm nút đông đúc nhất của văn hóa quyển tiếng Anh được tìm thấy ở Mỹ và Anh. Các nước Canada nói tiếng Anh, Úc, New Zealand, Ireland và Nam Phi nói tiếng Anh (hiện người nói tiếng Anh đang chiếm một tỉ lệ rất nhỏ ở nước này) cũng đóng góp dân số đáng kể. Khu vực Caribe, châu Đại Dương nói tiếng Anh và những người được giáo dục bằng tiếng Anh ở châu Phi và Ấn Độ tạo thành các điểm nút quan trọng khác.

## Bản đồ thế giới nói tiếng Anh

Các nước dùng tiếng Anh như ngôn ngữ quốc gia hoặc tiếng Anh là tiếng mẹ đẻ của đa số người dân.
Các nước hoặc vùng lãnh thổ mà tiếng Anh là ngôn ngữ chính thức nhưng không phải là ngôn ngữ của đa số người dân.

### Sách
- Bennett, James C. (2004). Nhiệm vụ văn hóa quyển tiếng Anh: tại sao các nước nói tiếng Anh sẽ dẫn đường vào thế kỷ 21 (The anglosphere challenge: why the English-speaking nations will lead the way in the twenty-first century). Rowman & Littlefield. ISBN 0-7425-3332-8.
- Brown, Andrew (15 tháng 2003). "Scourge and poet". The Guardian. {{Chú thích báo}}: Kiểm tra giá trị ngày tháng trong: |date= (trợ giúp)
- Conquest, Robert; reply by Ignatieff, Michael (ngày 23 tháng 3 năm 2000), The 'Anglosphere', the New York Review of Books, truy cập ngày 24 tháng 7 năm 2007.
- Merriam-Webster Staff (2010). "anglosphere.". Merriam-Webster Online Dictionary. Truy cập ngày 5 tháng 8 năm 2010.
- Reynolds, Glenn (ngày 28 tháng 10 năm 2004). "Explaining the 'Anglosphere'". The Guardian.
- Roberts, Andrew (2006). A History of the English-Speaking Peoples Since 1900. Weidenfeld & Nicolson. ISBN 0-297-85076-8.
- Luca Bellocchio, L'eterna alleanza? La special relationship angloamericana tra continuità e mutamento, Franco Angeli, Milano, 2006 francoangeli.it
- Luca Bellocchio, Anglosfera. Forma e forza del nuovo Pan-Anglismo, Il Nuovo Melangolo, Genova, 2006.